# Julian Ovenden
Julian Mark Ovenden (Sheffield, 29 novembre 1976) è un attore e cantante britannico.

## Biografia
È uno dei tre figli del reverendo Canon John Ovenden, un ex cappellano della Regina Elisabetta II. Dopo essere stato corista nella Cattedrale di Saint Paul, Julian ha studiato a Eton e si è laureato in canto corale al New College di Oxford.
Ha lavorato a lungo a teatro con musical come Merrily We Roll Along, Annie Get Your Gun, Grand Hotel, Marguerite e drammi come Butler, My Night with Reg e All About Eve. In campo televisivo è noto soprattutto per aver interpretato Charles Blake nella quarta e quinta stagione della serie televisiva anglo-americana Downton Abbey. Nel 2023 riceve una candidatur al Laurence Olivier Award al miglior attore in un musical per la sua interpretazione in South Pacific.

## Vita privata
Ovenden è sposato con la cantante lirica Kate Royal con cui ha avuto un figlio di nome Johnny Beau, nato nell'ottobre 2009. La coppia si è sposata il 20 dicembre 2010, la cerimonia è stata condotta dal padre di Ovenden, che ha anche battezzato il loro figlio in una doppia cerimonia. La coppia in seguito ha avuto una figlia, Audrey, nata nel novembre 2011.

## Filmografia

### Cinema
- First Night, regia di Christopher Menaul (2010)
- Allies, regia di Dominic Burns (2014)
- Colonia, regia di Florian Gallenberger (2015)
- Le confessioni (The Confessions), regia di Roberto Andò (2016)
- Made in Italy (2018)
- Un viaggio indimenticabile (Head Full of Honey), regia di Til Schweiger (2018)
- Surviving Christmas with the Relatives, regia di James Dearden (2018)
- The People We Hate at the Wedding, regia di Claire Scanlon (2022)
- The Lost Girls, regia di Livia De Paolis (2022)

### Televisione
- Foyle's War – serie TV, 7 episodi (2002-2008)
- The Forsyte Saga – miniserie TV, 6 episodi (2002-2003)
- The Forsyte Saga: To Let – miniserie TV, 4 episodi (2003)
- The Royal – serie TV, 15 episodi (2003)
- Related – serie TV, 13 episodi (2005-2006)
- Poirot (Agatha Christie's Poirot) – serie TV, episodio 10x03 (2006)
- Laws of Chance – serie TV, episodio 1x01 (2006)
- Streghe (Charmed) – serie TV, episodio 8x14 (2006)
- Cashmere Mafia – serie TV, 7 episodi (2008)
- L'ispettore Barnaby (Midsomer Murders) – serie TV, episodio 14x02 (2011)
- Downton Abbey – serie TV, 9 episodi (2013-2014)
- Smash – serie TV, 4 episodi (2013)
- Person of Interest – serie TV, 7 episodi (2014-2016)
- The Assets – miniserie TV, 5 episodi (2014)
- The Sound of Music Live, regia di Coky Giedroyc e Richard Valentine – film TV (2015)
- Delitti in Paradiso (Death in Paradise) – serie TV, episodio 5x01 (2016)
- Major Crimes – serie TV, episodio 5x06 (2016)
- Knightfall – serie TV, 18 episodi (2017-2019)
- The Crown – serie TV, episodio 2x08 (2017)
- Bridgerton – serie TV, 5 episodi (2020)
- Adult Material – serie TV (2020)
- Royal British Legion Festival of Remembrance – evento TV della BBC (2020)

## Teatro
- Re Lear di William Shakespeare. Satima Arts Theatre di Tokyo, Barbican Centre di Londra e Royal Shakespeare Theatre di Stratford (1999)
- Merrily We Roll Along di Stephen Sondheim e George Furth. Donmar Warehouse di Londra (2000)
- Grand Hotel di Maury Yeston e Luther Davis. Donmar Warehouse di Londra (2004)
- Butley di Simon Gray. Booth Theatre di Broadway (2005)
- Marguerite di Claude-Michel Schönberg, Alain Boublil e Jonathan Kent. Theatre Royal Haymarket di Londra (2008)
- Annie Get Your Gun di Irving Berlin. Young Vic di Londra (2009)
- Death Takes a Holiday di Maury Yeston e Peter Stone. Laura Pels Theatre di New York (2011)
- Finding Neverland di Scott Frankel e Michael Korie. Curve Theatre di Leicester (2012)
- Sunday in the Park with George di Stephen Sondheim e James Lapine. Théâtre du Châtelet di Parigi (2013)
- Show Boat di Jerome Kern e Oscar Hammerstein II. Avery Fisher Hall di New York (2014)
- My Night with Reg di Kevin Elyot. Donmar Warehouse e Apollo Theatre di Londra (2014-2015)
- The Treatment di Martin Crimp. Almeida Theatre di Londra (2017)
- All About Eve di Joseph L. Mankiewicz e Ivo van Hove. Noel Coward Theatre di Londra (2019)
- South Pacific, di Joshua Logan, Richard Rodgers, Oscar Hammerstein II. Theatre Festival di Chichester (2021), Teatro Sadler's Wells di Londra e tour britannico (2022)

## Doppiatori italiani
Nelle versioni in italiano dei suoi film, Julian Ovenden è stato doppiato da:
- Gianfranco Miranda in Colonia, Knightfall
- Alberto Caneva in Streghe
- Marco Vivio in Cashmere Mafia
- Andrea Lavagnino in Downton Abbey
- Simone D'Andrea in Person of Interest (ep. 3x16)
- Alessio Cigliano in Person of Interest
- Daniele Raffaeli in Major Crimes
- Francesco Bulckaen in Un Viaggio Indimenticabile